# 川崎隆司
川崎 隆司（かわさき たかし、1945年 - ）は、日本の弁護士（第二東京弁護士会）。日比谷総合法律事務所代表。宮崎県出身。

## 経歴
- 1945年 宮崎県生まれ
- 1969年 東京大学法学部卒業、三和銀行入行
- 1973年 司法修習（25期）修了。石井成一法律事務所入所
- 1977年 入江法律事務所入所
- 1983年 日比谷総合法律事務所に名称変更
- 1990年 日比谷総合法律事務所代表弁護士に就任
- 1998年 公正取引協会理事に就任
- 2008年 株式会社学研ホールディングス社外取締役就任

## 人物
公正取引委員も経験し独禁法弁護士の草分け的存在だった入江一郎弁護士の事務所へ入所。入江の死後は、残された梅田孝久弁護士、草野多隆弁護士とともに事務所を継続・発展させる。「三越事件」、「セメント・カルテル事件」、「静岡談合事件」、「埼玉土曜会事件」など、社会的事件を数多く手がけた。
主たる事件として、三越事件、静岡談合カルテル事件、日本楽器事件、油圧シャベル7社カルテル事件、輸入牛肉談合事件、セメント・カルテル事件、埼玉土曜会談合事件、松下電器大型映像表示システム談合事件、ODA談合事件、損害保険料率カルテル事件、笑気ガスカルテル事件、携帯電話価格拘束事件、ポリプロピレン価格カルテル事件、多摩ゼネコン談合事件、ステンレスカルテル事件、橋梁談合事件、リジン国際カルテル事件、電極国際カルテル事件、その他多数。